# Choeradoplana longivesicula
Choeradoplana longivesicula ist eine Art der zu den Landplanarien zählenden Gattung Choeradoplana. Sie kommt in Brasilien vor.

## Merkmale
Choeradoplana longivesicula hat einen länglichen Körper mit annähernd parallelen Seitenrändern, der kriechend eine Länge von 67 Millimetern erreicht. Individuen der Gattung Choeradoplana weisen einen Retraktormuskel und Drüsen im Kopfbereich auf. Das Vorderende ist nach hinten gebogen, so dass auf der Bauchseite wegen eines Muskeldrüsenorgans zwei kissenartige Strukturen im Kopfbereich erkennbar sind. Die Grundfärbung des Rückens ist gelblich. Hierauf befinden sich viele dunkelbraune Pigmente, die kleine unregelmäßige Flecken bilden. Die Mittellinie und äußeren Seitenränder sind frei von diesen Pigmenten; am Vorderende sind sie weniger zahlreich. Die Bauchseite ist weißlich. Auf den vorderen 1,5 Millimetern sind keine Augen vorhanden, dahinter verteilen sich viele Augen zunächst in einer Reihe, dahinter in mehreren Reihen bis zum Hinterende, wobei sie im hinteren Bereich weniger zahlreich sind.
Zum Kopulationsapparat gehört eine zylindrische, annähernd symmetrische Penispapille, das gesamte Atrium genitale ausfüllt. Samenleiter öffnen sich seitlich in das längliche prostatische Vesikel, das sich an der Spitze der Penispapille verengt und öffnet.

## Verbreitung
Der einzige bekannte Fundort für Choeradoplana longivesicula liegt bei General Carneiro im brasilianischen Bundesstaat Paraná in einem privaten Naturschutzpark, auf dessen Gelände Araukarien wachsen.

## Etymologie
Das Artepitheton setzt sich aus den lateinischen Begriffen longus (dt. lang) und vesicula (dt. Vesikel) zusammen und nimmt Bezug auf das längliche prostatische Vesikel der Art.